# Muhammet Demir
Muhammet Demir (Araklı, 10 januari 1992) is een Turks voetballer die bij voorkeur als aanvaller speelt. Hij staat onder contract bij Bursaspor. In 2014 debuteerde Demir voor het nationale team van Turkije.

## Clubcarrière
Op 24 mei 2009 debuteerde Demir op zeventienjarige leeftijd voor Bursaspor in de Süper Lig tegen Gaziantepspor. In februari 2011 maakte de aanvaller de overstap naar Gaziantepspor. Op 26 februari 2011 debuteerde hij voor zijn nieuwe club tegen Eskişehirspor. Op 23 oktober 2011 maakte hij zijn eerste twee competitiedoelpunten tegen Gençlerbirliği SK. Tijdens het seizoen 2011/12 maakte Demir tien doelpunten in 27 competitiewedstrijden. Gedurende het seizoen 2014/15 haalde hij voor de tweede maal dubbele cijfers. Demir maakte toen opnieuw tien doelpunten (in 29 competitiewedstrijden). Medio 2022 kreeg Demir een contract bij Konyaspor tot 30 juni 2024. Na het verlopen van zijn contract tekende hij bij Bursaspor, op dat moment uitkomend in de TFF 3. Lig. Demir stapte daarmee in één keer van het hoogste niveau naar het laagste niveau in het Turkse profvoetbal.

## Interlandcarrière
Demir kwam reeds uit voor diverse Turkse nationale jeugdelftallen. Op 10 oktober 2014 debuteerde hij voor Turkije in de EK-kwalificatiewedstrijd tegen Tsjechië. De aanvaller viel na 66 minuten in voor Olcay Şahan. Turkije verloor in Istanboel met 1–2 na doelpunten van Tomáš Sivok en Bořek Dočkal. Umut Bulut maakte het enige doelpunt aan Turkse zijde.